# Třída Sang-O
Sang-O je třída pobřežních dieselelektrických ponorek Námořnictva Korejské lidové armády. Jedná se o jedny z největších ponorek stavěných v domácích loděnicích. Jsou používány i pro diverzní operace.
Jedna jednotka byla zajata námořnictvem Korejské republiky, když najela na mělčinu 18. září 1996 poblíž Kangnungu. Posádka se pokusila uniknout na sever, ale byla během 49 dní trvajícího pronásledování zabita, nebo zajata a popravena. Incident si vyžádal i životy 12 vojáků a 4 civilistů Jižní Koreje.
Od konce 90. let nebo roku 2000 je vyráběna vylepšená třída Sang-O II délky 39 nebo 40 m s hladinovým výtlakem mezi 300 a 340 tunami.